# 연지사 소장 칠성도
연지사 소장 칠성도는 울산광역시 울주군 웅촌면, 연지사에 있는 칠성도이다. 2014년 7월 3일 울산광역시의 문화재자료 제23호로 지정되었다.

## 현지 안내문
연지사 소장 칠성도는 면 바탕에 채색을 베푼 작품으로, 세로 96.3㎝, 가로 234㎝ 크기의 가로 폭이 넓은 중대형급 불화이다. 작품 중앙에는 치성광여래를 그 양쪽으로는 7위의 칠원성군을 배치하였는데, 칠원성군을 전면으로 부각시킨 구도가 특징적이다. 구름을 경계로 치성광여래 좌우 뒤쪽에 일광보살과 월광보살을, 그 뒤편 양쪽으로 7위의 칠성여래를 배치하였다. 화면 상단의 구름사이로 보이는 천공에는 각종 별자리가 표현되어 있다.
전체적인 화면의 채색은 주색, 녹청, 군청을 사용하였으며 그 외 황색, 양청, 백색, 금박 등을 활용하였다. 특히 금박은 칠원성군 관모의 금구장식과 각대 등 금속 제품에 부분적으로 표현되었으며, 패수의 구슬장식은 돋을 기법을 사용하여 양감을 나타내었다.
해당 작품은 도상들의 표현기법이나 설채법 등의 경우 19세기 말기 양식을 이어받고 있다. 그리고 도상의 구성과 구도 및 화면의 형식은 19세기 말 ~ 20세기 전반에 이르는 가로 폭이 넓은 근대 불화의 특징을 지니고 있어 당대의 시기성이 반영된 불화라고 할 수 있다.
화기에 의하면 1901년(광무 5년)에 수화승 천호(天晧)를 비롯한 만총(万聰), 경안(敬安), 덕원(德元)에 의해 제작되었음이 확인된다. 특히 만총은 수화승 보응문성과 함께 대둔산 석천사 <아미타불회도>(1893년) 제작을 비롯하여, 수화승 금효약효와 전북 진안 천황사 대웅전 <삼세후불도>(1893년), 공주 갑사 대자암 <십육성중도>(1895년)를 제작하였다. 경안 역시 수화승 보응문성과 함께 고창 선운사 <아미타후불도>(1901년) 제작에 참여한 바 있다.
연지사 소장 칠성도는 현재 상태가 비교적 양호하며, 제작시기와 제작자가 분명한 불화이다. 특히 19세기 말 ~ 20세기 금호당 약효와 문성 일파의 불화를 계승하는 작품으로 조선 말 ~ 근대기의 칠성도 연구에 가치가 있는 자료이다.

## 참고 자료
- 연지사 소장 칠성도 - 국가유산청 국가유산포털